# Jakub Kaczmarek
Pour les articles homonymes, voir Kaczmarek.
Jakub Kaczmarek, né le 27 septembre 1993 à Kalisz, est un coureur cycliste polonais. 

## Biographie
En 2010, Jakub Kaczmarek devient champion de Pologne sur route dans la catégorie juniors (moins de 19 ans).
En 2014, il court en Espagne dans l'équipe Telco'm-Gimex. Bon grimpeur, il termine notamment deuxième du Tour de Navarre et troisième et du Tour de la Bidassoa. Il se classe également quatrième du championnat de Pologne espoirs. La même année, il représente son pays lors des championnats d'Europe et du Tour de l'Avenir.
Il passe finalement professionnel en 2014 au sein de la formation CCC Sprandi Polkowice, dans laquelle il reste trois saisons.

## Palmarès et résultats

### Palmarès par année
- 2010
  -  Champion de Pologne sur route juniors
- 2014
  - 2e du Tour de Navarre
  - 3e du Laukizko Udala Saria
  - 3e du Tour de la Bidassoa
- 2019
  - 3e étape du Szlakiem Bursztynowym Hellena Tour
- 2020
  -  Champion de Pologne de la montagne
  - Tour de Szeklerland :
    - Classement général
    - 2e étape

  - Belgrade-Banja Luka :
    - Classement général
    - 2e étape
- 2021
  - 3e étape du CCC Tour-Grody Piastowskie
  - Classement général du Tour de Roumanie
- 2022
  - Belgrade-Banja Luka : 
    - Classement général
    - 1re (contre-la-montre par équipes) et 3e étapes

  - 2e du Visegrad 4 Bicycle Race - GP Czech Republic
- 2023
  - 2e du Mémorial Henryk Łasak
  - 2e du Tour du lac Poyang
- 2024
  - 3e étape du Tour de Kurpie (contre-la-montre par équipes)
  - Orlen Puchar Ziemi Wieluńskiej
- 2025
  - 2e étape du Tour de la Guadeloupe
  - 2e de la Silesian Classic

### Classements mondiaux
| Année                                 | 2015  | 2016 | 2017  | 2018  | 2019  | 2020 | 2021 | 2022 | 2023 | 2024  |
| ------------------------------------- | ----- | ---- | ----- | ----- | ----- | ---- | ---- | ---- | ---- | ----- |
| Classement mondial                    |       | nc   | 1619e | 1615e | 1850e | 147e | 290e | 316e | 829e | 1835e |
| UCI Europe Tour                       | 1034e | nc   | 1040e | 1084e | 1217e | 121e | 244e | 254e | nc   | nc    |
| UCI Asia Tour                         | nc    | nc   | 522e  | 616e  |       |      |      |      |      |       |
|                                       |       |      |       |       |       |      |      |      |      |       |
| Légende : nc = non classéSource : UCI |       |      |       |       |       |      |      |      |      |       |